# 野津山幸宏
野津山 幸宏（のづやま ゆきひろ、1996年〈平成8年〉12月24日 - ）は、日本の男性声優。大阪府大阪市平野区出身。ステイラック所属。

## 経歴
2017年、大阪アミューズメントメディア専門学校を卒業、Rush Style付属養成所・RSアカデミーの2017年度1期生となる。。入所して間もなく、『ヒプノシスマイク』のオーディションに合格。有栖川帝統役に抜擢される。
2018年1月よりRush Style預かり所属。
2019年、第13回声優アワードにて、『ヒプノシスマイク』として歌唱賞を受賞。
所属事務所Rush Styleの代表であり、『ヒプノシスマイク』でも共演する速水奨とお笑いコンビ「ラッシュスタイル」を組んで「M-1グランプリ」予選に出場。一回戦を通過するが、二回戦敗退した。
2020年2月よりRush Style準所属から正所属となる。
2021年10月27日、Rush StyleのTwitterにて女優の小玉百夏と結婚したことを発表した。
2022年11月1日付でステイラックに移籍。
2024年4月2日、自身のTwitterにて第1子となる男児が誕生したことを発表。

## 人物
進路について漠然と公務員になろうと考えていた高校2年生の頃、山寺宏一がモノマネ番組に出演しているのを見て、以前モノマネ芸人を志望していたこともあり、「声優って何でもできるんだな！」と声優に興味を持った。
趣味は料理、漫才、砂時計収集、即興ソング。
得意料理は唐揚げ。唐揚げが好きすぎるあまり、日々美味しい唐揚げの作り方を研究している。
砂時計が好きな理由として、「砂を見ることで目に見えないはずの時間が見える。時間の大切さを知ることができる」と語る。
学生時代はバスケットボール部に所属。
弟が一人いる。

## 出演
太字はメインキャラクター。

### テレビアニメ
2017年
- はじめてのギャル（モブB男）

2018年
- Fate/EXTRA Last Encore（男性マスター）
- デビルズライン（被疑者）
- Caligula -カリギュラ-（高津辰雄、取り巻きD、男性店員）
- 邪神ちゃんドロップキック（一郎）
- ロード オブ ヴァーミリオン 紅蓮の王（ブルースカルメンバー）
- SSSS.GRIDMAN（ヘリ男性リポーター、ガイドα） - 2023年に劇場総集編公開
- ゴブリンスレイヤー（冒険者、新人魔術師）
- 狐狸之声（サングラスの男）

2019年
- コップクラフト（チンピラC）
- Re:ステージ! ドリームデイズ♪（ラッパー）
- ダンベル何キロ持てる?（参拝者）
- アフリカのサラリーマン（チュパカブラ）
- おじゃる丸（2019年 - 2024年、屋台のおじさん、鬼、ダージリン）
- 厨病激発ボーイ（男子生徒）

2020年
- 『ヒプノシスマイク -Division Rap Battle-』Rhyme Anima（2020年 - 2023年、有栖川帝統） - 2シリーズ
- ハイキュー!! TO THE TOP（稲荷崎選手、野狐コーチ）

2021年
- 幼なじみが絶対に負けないラブコメ（郷戸）
- 東京リベンジャーズ（2021年 - 2023年、林良平〈ぺーやん〉） - 3シリーズ
- スライム倒して300年、知らないうちにレベルMAXになってました（店の客B）
- 吸血鬼すぐ死ぬ（2021年 - 2023年、武々夫） - 2シリーズ
- ぐんまちゃん（2021年 - 2023年、ケン、コンニャラップ、黒天狗ブラック、黒ハニワA） - 2シリーズ

2022年
- リーマンズクラブ（夏木陵）
- トライブナイン（羽田清死郎）
- プラチナエンド（若者B）
- であいもん（司会者、スターター）
- パリピ孔明（佐々木）
- 乙女ゲー世界はモブに厳しい世界です（空賊）
- 金装のヴェルメイユ〜崖っぷち魔術師は最強の厄災と魔法世界を突き進む〜（舎弟）
- ヤマノススメ Next Summit（蛍の光〈合唱〉、クラスメイト、芸人B、店員さん）

2023年
- スパイ教室（ボス）
- 冒険大陸 アニアキングダム（ラプル、動物たち）
- 青のオーケストラ（男子生徒）
- うちの会社の小さい先輩の話（海老塚真〈カメラマン〉）
- 聖者無双〜サラリーマン、異世界で生き残るために歩む道〜（エリッツ）
- ひきこまり吸血姫の悶々（幹部C）
- ラグナクリムゾン（2023年 - 2024年、フー）
- お嬢と番犬くん（チンピラ3）

2024年
- BEYBLADE X（2024年 - 2025年、パンク）
- 勇気爆発バーンブレイバーン（ヒロ・アウリィ）
- ぶっちぎり?!（座布翔）
- 道産子ギャルはなまらめんこい（漫才師）
- ようこそ実力至上主義の教室へ 3rd Season（鬼頭隼）
- 戦隊大失格（2024年 - 2025年、小熊蘭丸） - 2シリーズ
- 喧嘩独学（見物人）
- 鬼滅の刃 柱稽古編
- 戦国妖狐 千魔混沌編（八本松剣鬼）
- 先輩はおとこのこ（野次馬B）
- 神之塔 -Tower of God- 王子の帰還
- 多数欠（下村紅哉）
- パーティーから追放されたその治癒師、実は最強につき（冒険者、男）
- さようなら竜生、こんにちは人生（ゲレン）
- BLEACH 千年血戦篇-相剋譚-（市民）

2025年
- Aランクパーティを離脱した俺は、元教え子たちと迷宮深部を目指す。（ガトー、ザッカルト）
- 誰ソ彼ホテル（御手洗）
- アポカリプスホテル（旅人宇宙人）
- ウィッチウォッチ（小保毛統、武藤）
- 完璧すぎて可愛げがないと婚約破棄された聖女は隣国に売られる（ヨルン）
- 俺は星間国家の悪徳領主!（海賊）
- カラオケ行こ!（パンチパーマ、通行人） - 方言指導

### 劇場アニメ
- ブルーサーマル（2022年、浅野目和茂[52]）
- カメの甲羅はあばら骨（2022年、キリン沢リン太郎[53]）
- グリッドマン ユニバース（2023年）[54]
- 映画「ヒプノシスマイク -Division Rap Battle-」（2025年、有栖川帝統[55]）
- たべっ子どうぶつ THE MOVIE（2025年[56]）

### Webアニメ
- 終末のワルキューレ（2021年、2021年 - 2023年、ヘイムダル[57]） - 2シリーズ[一覧 6]
- ガンダムブレイカー バトローグ（2021年、ナギツシ・タクマ）

### ゲーム
2017年
- 嘘月シャングリラ
- ダイスの神（グレイ、ハウル、ドリームマン）

2018年
- モンスターストライク（2018年 - 2021年、毛利元就、アスト、たい吉）
- なむあみだ仏っ！-蓮台UTENA-（宮毘羅大将、散脂大将）

2019年
- エルクロニクル（楽天光）
- カードファイト!! ヴァンガード エクス（士導イズル）
- 龍が如く ONLINE（犬井勝平）
- 超偉人大戦～異世界で始める偉人大戦争～（ウィリアム・キッド）

2020年
- 龍が如く7 光と闇の行方
- マルコと銀河竜（原〈HARA〉）
- ヒプノシスマイク-Alternative Rap Battle-（有栖川帝統）
- プリンセスコネクト!Re:Dive（部員2）
- 機動戦隊アイアンサーガ（奈鬼羅カルマ）
- ファイナルファンタジー・クリスタルクロニクル  リマスター（ドニー＝ミルス）
- グラフィティスマッシュ（ライカ）
- 三國志 覇道（李厳）
- ALTDEUS: Beyond Chronos

2021年
- 戦場のフーガ（ジン・マキアート）
- SHOW BY ROCK!! Fes A Live（デモンバット）

2022年
- 夢職人と忘れじの黒い妖精（ウルバノ）
- 東京リベンジャーズ ぱずりべ！全国制覇への道（林良平）

2023年
- 少女とドラゴン －幻獣契約クリプトラクト－（[炫焔]カグツチ）
- タワーオブスカイ（ラテル）
- 戦場のフーガ2（ジン・マキアート）
- アヴェウムの騎士団（ジャック）
- Marvel‘s Spider-Man 2
- リバース：1999（パヴィア）

2024年
- モルガナティック・アイドル（Nagi）
- クイズRPG 魔法使いと黒猫のウィズ（ファナト）
- 戦国ブシドー～大野望の巻～（今川義元、山中鹿之介）
- 東京リベンジャーズ Last Mission（林良平）
- ヒプノシスマイク-Dream Rap Battle-（有栖川帝統）
- オーバーウォッチ2（ハザード）
- ヒプノシスマイク-Alternative Rap Battle- 1st period（有栖川帝統）
- エーペックスレジェンズ（スパロー）
- 戦場のフーガ3（ジン・マキアート）
- 戦隊大失格 パズルキーパー（2025年、小熊蘭丸）

### ボイスドラマ
- ヒプノシスマイク-Division Rap Battle-（2017年 - 、有栖川帝統）
- カナメとハルキー/Journey to U（2020年[83]）
- 「オカルトーク!」ボイスドラマ（2020年、水原保[84]）
- Live us vol.1～vol.6（2021年 - 2022年、嵐間 凪[85]）
- 四葉のクローバーの恋愛事情～Cater～（2022年、ケイト[86]）
- 未完成シアノタイプ（2023年、櫻田 聖二郎[87]）
- TVアニメ『吸血鬼すぐ死ぬ』ドラマCD（2023年、武々夫[88]）
- 鬼の陰陽師（2024年、荒[89][90]） - クラウドファンディング返礼品
- 燈の守り人 幻想夜話 第55話『門脇埼灯台編』（2025年、門脇埼灯台、アンジー、三浦按針[91]）

### BLCD
- 暴愛フレンドシップ♥（2019年、佐藤照）
- 嘘つきと狼（2023年、白井）
- コスメティック・プレイラバー 2（2024年、南条敦）

### オーディオブック
- 心やさしく賢い子に育つ　みじかいおはなし366（2019年、ナレーター）
- #真相をお話します（2022年、桐山（朗読））

### 吹き替え

#### 映画
- 禁じられた遊び（2020年、ジョルジュ・ドレ〈ジャック・マラン〉[92]）※N.E.M版
- ザ・ハッスル（2021年）
- クイーン&スリム（2021年、ジュニア〈ジャヒ・ディアロ・ウィンストン〉）
- ザ・ラスト・マーセナリー（2021年[93]）
- フリー・ガイ（2021年[94]）
- G.I.ジョー:漆黒のスネークアイズ（2021年、ハードマスター〈イコ・ウワイス〉[95]）
- スパイダーマン:ノー・ウェイ・ホーム（2022年[96]）
- ホイットニー・ヒューストン I WANNA DANCE WITH SOMEBODY（2022年、ボビー・ブラウン〈アシュトン・サンダース〉[97]）
- ロイヤル・トリートメント（2022年、トーマス王子〈メナ・マスード〉）
- タイラー・ペリー マデアのホームカミング（2022年、ティム〈ブランドン・ブラック〉）
- search/#サーチ2（2023年[98]）
- プロジェクトX-トラクション（2023年[99]）
- キラー・ブック・クラブ（2023年[100]）
- アイデア・オブ・ユー 〜大人の愛が叶うまで〜（2024年）
- マッドマックス:フュリオサ（2024年、バルチャー〈ヘル・ロマーン〉[101]）
- リディーミング・ラブ ～あがないの愛～（2024年、マイケル〈トム・ルイス〉）
- 無名（2024年[102]）
- ヴェノム:ザ・ラストダンス（2024年[103]）

#### ドラマ
- ファインド・ミー 〜パリでタイムトラベル〜（2020年 - 2022年、ヘンリー・デュケ〈クリスティー・オドネル〉[104]） - 2シリーズ[一覧 7]
- エミリー、パリへ行く（2020年[105]）
- AJ&クイーン（2020年、女装家、MC、ジャック、シン医師、アレン、リー[106]）
- BMF（2021年、ミーチ〈Demetrius "Lil Meech" Flenory〉[107]）
- マラドーナ〜夢をつかんだ神の子〜（2021年、ディエゴ・マラドーナ〈ナサレノ・カセロ〉[108]）
- 暗黒と神秘の骨（2021年、アレクセイ〈トニー・マセック〉）
- リンカーン　殺人鬼ボーン・コレクターを追え！（2021年[109]）
- スーパーマン&ロイス（2022年、ジョナサン・ケント〈ジョーダン・エルサス〉[110]）
- ウェンズデー（2022年、エイジャックス・ペトロポラス〈ジョルジ・ファーマー〉）
- 代理リベンジ（2023年、サ・ジョンギュン[111]）
- DOC2 あすへのカルテ（2023年、ルドヴィコ[112]）
- フューリー: 闇の番人（2024年[113]）
- ワイルドカード～捜査バディは天才詐欺師！？～（2024年[114]）

#### アニメ
- アーチボルドの大冒険（2019年、セイジ[106]）
- 小さなバイキング ビッケ（2020年、ソー[115]）
- バッドキャット（2021年、リフキ[116]）
- ハーフ・ヒーロー（2023年、ハミー[117]）
- ストロベリー・ショートケーキの夏のバケーション（2024年、パイナップル・コブラー[118]）
- StuGo怪奇サマーキャンプ（2025年、チップ[119]）

#### ドキュメンタリー
- Formula 1: 栄光のグランプリ（2023年-、オスカー・ピアストリ、他[120]）
- スターティング5:選ばれしエースたち（2024年、アンソニー・エドワーズ、他）

### デジタルコミック
- アニコミ 25歳処女、7歳年下の男子高校生と同棲します!?（2019年、聖子[121]）
- 見える子ちゃん（2019年、ゴッドマザー、幽霊たち[122]）
- 魔女は三百路から（2019年、小林悟、村上純一[123]）
- ネガくんとポジちゃん（2020年、友人A[124]）
- ヤンキー君と白杖ガール（2020年、緑川花男[125]）
- 31番目のお妃様（2020年、リカッロ[126]）
- りんちゃんは据え膳したい（2021年、小林洋介[127]）
- 田舎の美少年（2021年、猪井ほか[128]）
- 勇者サポートセンター魔王城支部（2021年、ゴップ係長[129]）
- 姫ヶ崎櫻子は今日も不憫可愛（2021年、クラスメイト ほか[130]）
- どれが恋かがわからない（2022年、学生 他[131]）
- キルアオ（2023年、猫田コタツ[132]）
- レッドブルー（2023年、岩瀬三之助[133]）
- 僕らのありふれた愛（2023年、憐[134]）
- つないだ手から青い春（2024年、北条嵐[135]）

### ラジオ
※はインターネット配信。
- 野津山幸宏の私立野津山学園（2018年、AuDee※）
- 野津山幸宏 ルーツの旅!（2019年、マンガPark※）
- 月刊 新・男前通信11月号～月刊・野津山幸宏（2019年、文化放送モバイルplus※[136]）
- 野津山幸宏・葉山翔太 Noplan Night!（2020年 - 2022年、ラジオ大阪[137]）
- 徳井青空のあにげっちゅ（2020年 - 2021年、NHKラジオ第1）
- 野津山幸宏・葉山翔太 #のづはや（2023年、ラジオ大阪・OPENREC※）
- 白井と野津山のいやしとまらづ（2024年、楽天ミュージック）

### ラジオCM
- アクサダイレクト（2024年[138]）

### 特撮
- スーパー戦隊シリーズ
  - 機界戦隊ゼンカイジャー（2021年、マンガワルドの声[139]）
  - 爆上戦隊ブンブンジャー（2024年、エレキギターグルマーの声）

### テレビ番組
- ヒプノシスマイク×スペースシャワー ヒプノシスマイクDivision Rap Battle-SPECIAL PROGRAM（2019年4月28日、100%ヒッツ!スペースシャワーTVプラス）- ナレーション
- お願い！ランキング（2019年6月6日・2022年1月18日放送回、テレビ朝日）
- ライブを100倍楽しむ LIVE YEAH!!!（2019年6月7日 - 2022年6月17日、スペースシャワーTV[140]）- ナレーション、ゲスト出演、イベントMC等
- オールナイト声優フジ -ALLNIGHT SAY YOU FUJI-（2021年1月23日、2021年6月26日(２夜）、2022年1月22日(４夜）、2022年4月23日(５夜）、フジテレビTWO[141]）
- コミックBAR Renta!（2021年6月9日・6月16日放送回、TOKYO MX[142][143]）
- 実況×解説！ざわつきバラエティ声優シリーズ（2021年7月31日（声優文化祭）、2022年6月10日（声優育成委員会第9回「算数」）、2022年7月8日（声優育成委員会第10回「体力づくり」）、BSフジ[144][145]）
- その道のプロがどんなガジェットを使っているか知りたくて勝手にお邪魔してみました。（2022年1月2日、BSフジ - ムーやん役[146]）
- 松丸亮吾の謎解き予備校（2022年1月3日 - 3月14日、ひかりTV[147]）
- NHKオリジナル朗読劇『白秋転生奇譚』（2022年3月18日、NHK福岡放送局）- 若山牧水役[148]）
- ONEW「Life goes on」SPECIAL（2022年8月21日、100%ヒッツ!スペースシャワーTVプラス）- ナレーション
- #THERAMPAGE SPECIAL ～真の“ #THEPOWER ”No.1は誰だ!?～（2022年9月13日、スペースシャワーTV）- ナレーション[149]
- LIL LEAGUEのLIL TALK（2023年1月18日、スペースシャワーTV）- MC[150]
- THE RAMPAGE SPECIAL ～グルグル回るよ運のツキ！2023年運勢ランキングNo.1は誰だ?!～（2023年2月27日、スペースシャワーTV）- ナレーション
- 浪川＆岡本 ボイコミラボ（2023年9月4日放送回、BSJapanext[151]）
- 撮影NGを漫画にしてみました（2023年9月27日・10月4日放送回、テレビ大阪）-声の出演[152][153]
- 浪川大輔のおもてなし休暇～大いなる田舎・福島県大玉村編～（2024年12月15日、TOKYO MX[154]）

### インターネット番組
- 野津山幸宏の野津山は、の「ず」やまじゃないよ。の「づ」やまだよ。のづやまゆきひろのNOZU生!（2018年 - 2022年、ニコニコ生放送[155]）
- ボドカフェ！（2019年 - 、楽天TV）
- しゃべりたがりやん！（2019年 - 2020年、 ニコニコ生放送）
- 【声優実況】声優と観るイナズマデリバリー シーズン1（2021年、YouTubeチャンネル）
- 速水奨＆野津山幸宏の「今日、何読む？」（2020年 - 2022年、楽天TV）
- 私立東上野学園ゲーム部 (2021年4月 - 12月、YouTubeチャンネル)
- ヒプノシスマイク-Division Rap Battle- HPNM Hangout! +（2022年7月 - 9月・2023年10月 - 12月・2024年4月 -、YouTubeチャンネル）
- FIFA ワールドカップ カタール 2022 (2022年、ABEMA) - ナレーション[156]
- ステイラック 沢城千春・橘龍丸・村井雄治 with 浪川大輔 ～声イロもん～（2023年、ニコニコ生放送[157]）
- 声優『野津山幸宏』の『のづちゃんねる。』（2024年 - 、Youtubeチャンネル）
- 野津山幸宏の家でゲームしない？（2025年 - 、OPENREC）

### 映像商品
- ヒプノシスマイク
  - ヒプノシスマイク -Division Rap Battle- 1st FULL ALBUM「Enter the Hypnosis Microphone」初回限定 LIVE盤（2019年[158]）
  - ヒプノシスマイク -Division Rap Battle- 4th LIVE@オオサカ《Welcome to our Hood》（2020年[159]）
  - ヒプノシスマイク -Division Rap Battle- 5th LIVE＠AbemaTV《SIX SHOTS UNTIL THE DOME》（2020年[160]）
  - ヒプノシスマイク -Division Rap Battle- 6th LIVE《2nd D.R.B》1st Battle・2nd Battle・3rd Battle（2021年[161]）
  - ヒプノシスマイク -Division Rap Battle- 7th LIVE《SUMMIT OF DIVISIONS》（2021年[162]）
  - ヒプノシスマイク -Division Rap Battle- 8th LIVE CONNECT THE LINE to Fling Posse（2023年[163]）
  - ヒプノシスマイク -Division Rap Battle- 9th LIVE《ZERO OUT》（2024年[164]）
  - ヒプノシスマイク -Division Rap Battle- 10th LIVE《LIVE ANIMA》（2025年[165]）
- 朗読劇ドラゴンギアス・DVD / Blu-ray(2021年[166]）
- 実況×解説！ざわつきバラエティ「声優文化祭」完全版DVD(2021年）
- 音楽朗読劇 THE LITTLE MATCH GIRL 〜アンデルセン童話『マッチ売りの少女』より〜公演DVD(2024年）
- bpm 本公演「シーサイド・スーサイド」Blu-ray（2024年[167]）

### 舞台
- 朗読劇『新宿RUMBLE FISH』（2020年1月18日・19日、全電通ホール）- 寅吉役
- 朗読劇「ドラゴンギアス Another ～再生のための物語～」（2021年4月7日・10日・11日、伝承ホール[168]）- JB役
- 声優朗読劇フォアレーゼン～ベートーヴェンがやって来た！ヤア！ヤア！ヤア！～（2021年10月31日、YCC県民文化ホール）- 役人、チェンバロ、運送屋役
- 朗読劇『君の小説に登場する僕は』（2022年5月3日・5日・7日（代演）、TOKYO FMホール[169]）- 田中倫也役
- 朗読劇「Time (never) comes back!?」（2022年5月21日・22日、シアターグリーン[170]）- 豊臣エリック役
- 朗読劇「吸血鬼ドラキュラ～Eternal Love～」（2022年8月17日（代演）・20日、TOKYO FMホール[171]）- ジョナサン・ハーカー役
- 声優朗読劇フォアレーゼン～疑惑～ベートーヴェンの隠された素顔（2022年9月18日、けんしん郡山文化センター大ホール）- ナレーション、ベートーヴェン役
- 朗読劇「革命への行進曲 モーツァルトVS検閲官」（2023年8月5日、TOKYO FMホール[172]）- ダ・ポンテ役
- アメツチ怪談朗読『番町皿屋敷』（2023年10月7日・8日、伝承ホール[173]）- 十太夫役
- ことだま屋本舗☆リーディング部CLASSIC2（2023年10月28日、ESPエンタテインメント東京12号館ホール[174]）
  - 『ナビ子におまかせ』 - 高取直樹役 ※昼の部のみ上演
  - 『薄暗く人の見てない片隅で』 - サーフボード役  ※夜の部のみ上演
  - 『端っこラジオ』 - 古小岩堅役
  - 『怪人スカウト』
    - 昼の部 - 車掌、戦闘員2、警官役
    - 夜の部 - 戦闘員1役
- 音楽朗読劇 THE LITTLE MATCH GIRL 〜アンデルセン童話『マッチ売りの少女』より〜（2023年11月25日・26日・12月1日、博品館劇場[175]） - イェン役
- 声優朗読劇フォアレーゼン～疑惑～ベートーヴェンの隠された素顔（2024年2月4日、小田原三の丸ホール大ホール）- ナレーション、ベートーヴェン役
- bpm 本公演「シーサイド・スーサイド」（2024年5月30日 - 6月2日、スペース・ゼロ[176]） - 主演・西川芳則役
- 朗読劇『The Voice Wars 三声王の歓笑』（2024年6月30日、TOKYO FMホール[177] / 9月22日、心斎橋PARCO[178]）- ノズレンティウス役
- 朗読劇『夢から醒めない夢を見よ。』（2024年9月14日、シアター・アルファ東京）- 森山卓也役[179]
- 声優朗読劇フォアレーゼン～「時代」を発掘した男 森本六爾～（2024年11月17日、田原本青垣生涯学習センター弥生の里ホール）- 三宅米吉、浅川、友人、朗読②役[180]
- AMG声優リーディングライブ「太宰治/正義と微笑」（2025年4月26日、一ツ橋ホール[181]）- 斎藤、横澤役

### その他コンテンツ
- DAMあにそんボーカル「『NARUTO-ナルト-疾風伝』Hero's Come Back!!(歌唱:野津山幸宏)」（2018年、歌唱・MV出演[182]）
- アリオDream声優オーディション2020オリジナルアニメーション『小さな幸せ』（2020年、パパ[183]）
- アリオDream声優オーディション2021オリジナルアニメーション『たいせつなもの』（2021年、男子高校生（同級生）[184]）
- アリオDream声優オーディション2022オリジナルアニメーション『幸せの先にあるもの～世代をつなぐ特別な場所～』（2022年、先輩（店舗スタッフ）[185]）
- 燈の守り人 デザイン 喋る自販機（2025年、門脇埼灯台[186]）
- ボイスフレンド×燈の守り人『門脇埼灯台イマーシブツアー』（2025年、門脇埼灯台、アンジー[187]）- 音声ガイド
- DCM 束ねるラップ Web CM「ラッパーがラップをしながらラップで引っ越し」(2025年、歌唱・CM出演[188])

## ディスコグラフィ

### キャラクターソング
| 発売日   | 商品名                                                                              | 歌                                               | 楽曲 | 備考                                                                                  |
| 2017年   | 2017年                                                                              | 2017年                                           | 2017年 | 2017年                                                                                |
| -------- | ----------------------------------------------------------------------------------- | ------------------------------------------------ | --- | ------------------------------------------------------------------------------------- |
| 12月27日 | Fling Posse-F.P.S.M-                                                                | 有栖川帝統（野津山幸宏）                         | 「3$EVEN」 | キャラクターCD『ヒプノシスマイク』関連曲                                              |
| 2018年   |                                                                                     |                                                  | |                                                                                       |
| 7月18日  | Fling Posse VS 麻天狼                                                               | Fling Posse、麻天狼                              | 「BATTLE BATTLE BATTLE」 | キャラクターCD『ヒプノシスマイク』関連曲                                              |
| 7月18日  | Fling Posse VS 麻天狼                                                               | Fling Posse                                      | 「Shibuya Marble Texture -PCCS-」 | キャラクターCD『ヒプノシスマイク』関連曲                                              |
| 11月14日 | MAD TRIGGER CREW VS 麻天狼                                                          | Fling Posse                                      | 「Shibuya Marble Texture -PCCS-（Candy Dazed remix）」 | キャラクターCD『ヒプノシスマイク』関連曲                                              |
| 2019年   |                                                                                     |                                                  | |                                                                                       |
| 4月24日  | Enter the Hypnosis Microphone                                                       | Division All Stars                               | 「Hoodstar」 「ヒプノシスマイク -Division Rap Battle-」 「ヒプノシスマイク -Division Battle Anthem-」                                                          | キャラクターCD『ヒプノシスマイク』関連曲                                              |
| 4月24日  | Enter the Hypnosis Microphone                                                       | Fling Posse                                      | 「Stella」 | キャラクターCD『ヒプノシスマイク』関連曲                                              |
| 9月5日   | ヒプノシスマイク -Alternative Rap Battle-                                           | Division All Stars                               | 「ヒプノシスマイク -Alternative Rap Battle-」 | ゲーム『ヒプノシスマイク -Alternative Rap Battle-』主題歌                             |
| 2020年   |                                                                                     |                                                  | |                                                                                       |
| 2月26日  | Fling Posse -Before The 2nd D.R.B-                                                  | 有栖川帝統（野津山幸宏）                         | 「SCRAMBLE GAMBLE」 | キャラクターCD『ヒプノシスマイク』関連曲                                              |
| 4月1日   | キタミナミ                                                                          | 実相院光太郎（野津山幸宏）                       | 「キタミナミ」 | 『S.S.D.S』関連曲                                                                     |
| 4月25日  | ヒプノシスマイク -Division Rap Battle- side F.P & M 第3巻限定版特典CD               | 夢野幻太郎（斉藤壮馬）、有栖川帝統（野津山幸宏） | 「Once Upon a Time in Shibuya」 | 漫画『ヒプノシスマイク -Division Rap Battle- side F.P & M』関連曲                     |
| 7月17日  | Survival of the Illest                                                              | Division All Stars                               | 「Survival of the Illest」 | ゲーム『ヒプノシスマイク -Alternative Rap Battle-』オープニングテーマ                 |
| 9月2日   | ヒプノシスマイク-Division Rap Battle- Official Guide Book 初回限定版特典CD          | Division All Stars                               | 「SUMMIT OF DIVISIONS」 | キャラクターCD『ヒプノシスマイク』関連曲                                              |
| 11月1日  | HYPSTER'S LIMITED                                                                   | Division All Stars                               | 「ヒプノシスマイク -Division Rap Battle- +」 「ヒプノシスマイク -Division Battle Anthem- +」 「ヒプノシスマイク(D.R.B vs D.B.A)+ HYPSTER MASHUP by TeddyLoid」 | キャラクターCD『ヒプノシスマイク』関連曲                                              |
| 2021年   |                                                                                     |                                                  | |                                                                                       |
| 1月13日  | Straight Outta Rhyme Anima                                                          | Division All Stars                               | 「ヒプノシスマイク -Rhyme Anima-」 | テレビアニメ『ヒプノシスマイク-Division Rap Battle-』Rhyme Animaオープニングテーマ    |
| 1月13日  | Straight Outta Rhyme Anima                                                          | Division All Stars                               | 「絆」 | テレビアニメ『ヒプノシスマイク-Division Rap Battle-』Rhyme Animaエンディングテーマ    |
| 1月13日  | Straight Outta Rhyme Anima                                                          | Division All Stars                               | 「Rhyme Anima's Mixtape」 | テレビアニメ『ヒプノシスマイク-Division Rap Battle-』Rhyme Anima劇中RAP               |
| 1月13日  | Straight Outta Rhyme Anima                                                          | Fling Posse                                      | 「SHIBUYA GHOST NIGHT」 「JACKPOT!」 | テレビアニメ『ヒプノシスマイク-Division Rap Battle-』Rhyme Anima劇中RAP               |
| 1月13日  | Straight Outta Rhyme Anima                                                          | Fling Posse、麻天狼                              | 「D.R.B Rhyme Anima -2nd Battle- Fling Posse VS 麻天狼」 | テレビアニメ『ヒプノシスマイク-Division Rap Battle-』Rhyme Anima劇中RAP               |
| 3月24日  | Fling Posse VS MAD TRIGGER CREW                                                     | Fling Posse、MAD TRIGGER CREW                    | 「Reason to FIGHT」 | キャラクターCD『ヒプノシスマイク』関連曲                                              |
| 3月24日  | Fling Posse VS MAD TRIGGER CREW                                                     | Fling Posse                                      | 「Black Journey」 | キャラクターCD『ヒプノシスマイク』関連曲                                              |
| 4月23日  | ヒプノシスマイク -Glory or Dust-                                                    | Division All Stars                               | 「ヒプノシスマイク -Glory or Dust-」 | キャラクターCD『ヒプノシスマイク』関連曲                                              |
| 6月18日  | Survival of the Illest +                                                            | Division All Stars                               | 「Survival of the Illest +」 | ゲーム『ヒプノシスマイク -Alternative Rap Battle-』オープニングテーマ                 |
| 7月16日  | Hang out!                                                                           | Division All Stars                               | 「Hang out!」 | ゲーム『ヒプノシスマイク -Alternative Rap Battle-』主題歌                             |
| 7月21日  | 東京リベンジャーズ EP01                                                             | 林田春樹（木村昴）、林良平（野津山幸宏）         | 「BUDDY」 | テレビアニメ『東京リベンジャーズ』関連曲                                              |
| 9月8日   | Buster Bros!!! VS 麻天狼 VS Fling Posse                                             | Buster Bros!!!、麻天狼、Fling Posse              | 「SHOWDOWN」 | キャラクターCD『ヒプノシスマイク』関連曲                                              |
| 9月8日   | Buster Bros!!! VS 麻天狼 VS Fling Posse                                             | Division All Stars                               | 「Hoodstar +」 「2nd D.R.B NON-STOP DIVISION MIX」 | キャラクターCD『ヒプノシスマイク』関連曲                                              |
| 9月22日  | ヒプノシスマイク -Division Rap Battle- side F.P & M+ 第1巻限定版特典CD              | 夢野幻太郎（斉藤壮馬）、有栖川帝統（野津山幸宏） | 「奇術館の殺人」 | 漫画『ヒプノシスマイク -Division Rap Battle- side F.P & M+』関連曲                    |
| 2022年   |                                                                                     |                                                  | |                                                                                       |
| 1月26日  | Do the thing                                                                        | StrelitziA                                       | 「Do the thing」 「現在-IMA-」 | 『Live us』関連曲                                                                     |
| 3月16日  | キズアトがキズナとなる                                                              | Fling Posse                                      | 「キズアトがキズナとなる」 | キャラクターCD『ヒプノシスマイク』関連曲                                              |
| 6月15日  | CROSS A LINE                                                                        | Division All Stars                               | 「CROSS A LINE」 「ヒプノシスマイク -Glory or Dust-」 「SUMMIT OF DIVISIONS 」 「Survival of the Illest +」 「Hang out!」                                      | キャラクターCD『ヒプノシスマイク』関連曲                                              |
| 6月15日  | CROSS A LINE                                                                        | Fling Posse                                      | 「とりま Get on the floor」 | キャラクターCD『ヒプノシスマイク』関連曲                                              |
| 6月15日  | CROSS A LINE                                                                        | 夢野幻太郎（斉藤壮馬）、有栖川帝統（野津山幸宏） | 「Once Upon a Time in Shibuya」 | キャラクターCD『ヒプノシスマイク』関連曲                                              |
| 2023年   |                                                                                     |                                                  | |                                                                                       |
| 8月23日  | The Block Party -HOMIEs-                                                            | 有栖川帝統（野津山幸宏）、観音坂独歩（伊東健人） | 「Rivals!」 | キャラクターCD『ヒプノシスマイク』関連曲                                              |
| 8月23日  | The Block Party -HOMIEs-                                                            | 毒島メイソン理鶯（神尾晋一郎）with HOMIEs        | 「Move Your Body Till You Die!」 | キャラクターCD『ヒプノシスマイク』関連曲                                              |
| 9月20日  | ヒプノシスマイク-Division Rap Battle- Official Guide Book + 初回限定版特典CD        | Division All Stars                               | 「Hypnotic Summer」 | キャラクターCD『ヒプノシスマイク』関連曲                                              |
| 10月7日  | RISE FROM DEAD                                                                      | Division All Stars                               | 「RISE FROM DEAD」 | テレビアニメ『ヒプノシスマイク-Division Rap Battle-』Rhyme Anima + オープニングテーマ |
| 12月22日 | Next Stage                                                                          | Division All Stars                               | 「Next Stage」 | テレビアニメ『ヒプノシスマイク-Division Rap Battle-』Rhyme Anima + エンディングテーマ |
| 2024年   |                                                                                     |                                                  | |                                                                                       |
| 1月10日  | Welcome 2 Rhyme Anima +                                                             | Division All Stars                               | 「RISE FROM DEAD」 | テレビアニメ『ヒプノシスマイク-Division Rap Battle-』Rhyme Anima + オープニングテーマ |
| 1月10日  | Welcome 2 Rhyme Anima +                                                             | Division All Stars                               | 「Next Stage」 | テレビアニメ『ヒプノシスマイク-Division Rap Battle-』Rhyme Anima + エンディングテーマ |
| 1月10日  | Welcome 2 Rhyme Anima +                                                             | Fling Posse                                      | 「AN IDOL」 | テレビアニメ『ヒプノシスマイク-Division Rap Battle-』Rhyme Anima + 劇中RAP            |
| 1月10日  | Welcome 2 Rhyme Anima +                                                             | Fling Posse、麻天狼                              | 「FIGHTER'S ROAD」 | テレビアニメ『ヒプノシスマイク-Division Rap Battle-』Rhyme Anima + 劇中RAP            |
| 1月10日  | Welcome 2 Rhyme Anima +                                                             | キアロ（狩野翔） VS Division All Stars -3rdTeam- | 「BATTLE ANIMA＋03」 | テレビアニメ『ヒプノシスマイク-Division Rap Battle-』Rhyme Anima + 劇中RAP            |
| 1月10日  | Welcome 2 Rhyme Anima +                                                             | 開闢門鬼哭（鈴木達央） VS Division All Stars     | 「RELIEVE」 | テレビアニメ『ヒプノシスマイク-Division Rap Battle-』Rhyme Anima + 劇中RAP            |
| 1月31日  | I'm so in Love                                                                      | Gem Cuddle                                       | 「I'm so in Love」 | ゲーム『モルガナティックアイドル』関連曲                                              |
| 8月21日  | .Fling Posse                                                                        | 有栖川帝統（野津山幸宏）                         | 「God in the Dice」 | キャラクターCD『ヒプノシスマイク』関連曲                                              |
| 10月4日  | ヒプノシスマイク-Dream Rap Battle-                                                  | Division All Stars                               | 「ヒプノシスマイク -Dream Rap Battle-」 | ゲーム『ヒプノシスマイク -Dream Rap Battle-』主題歌                                   |
| 11月29日 | for DJ's                                                                            | Division All Stars                               | 「for DJ's」 | ゲーム『ヒプノシスマイク -Alternative Rap Battle- 1st period』主題歌                  |
| 2025年   |                                                                                     |                                                  | |                                                                                       |
| 1月31日  | バラの束                                                                            | Fling Posse                                      | 「バラの束」 | 映画「ヒプノシスマイク -Division Rap Battle-」関連曲                                  |
| 2月21日  | SPECIAL GOLD DISC ヒプノシスマイク -Division Rap Battle- FINAL 映画初週来場者特典CD | Division All Stars                               | 「ヒプノシスマイク -Division Rap Battle- FINAL」 | 映画「ヒプノシスマイク -Division Rap Battle-」関連曲                                  |
| 2月21日  | SPECIAL GOLD DISC ヒプノシスマイク -Division Rap Battle- FINAL 映画初週来場者特典CD | Division All Stars                               | 「Before The Final D.R.B」 | 映画「ヒプノシスマイク -Division Rap Battle-」関連曲                                  |
| 6月11日  | MIC AS ONE                                                                          | Division All Stars                               | 「ヒプノシスマイク -Division Rap Battle- FINAL」 「ヒプノシスマイク -Division Battle Anthem- +」 「MIC AS ONE」                                                | 映画『ヒプノシスマイク -Division Rap Battle-』関連曲                                  |
| 6月11日  | MIC AS ONE                                                                          | Fling Posse、麻天狼                              | 「Stick To My Mic」 | 映画『ヒプノシスマイク -Division Rap Battle-』関連曲                                  |
| 6月11日  | MIC AS ONE                                                                          | Fling Posse                                      | 「バラの束」 「Shibuya Marble Texture -PCCS-（Remastered）」                                                                                                   | 映画『ヒプノシスマイク -Division Rap Battle-』関連曲                                  |
| 6月11日  | MIC AS ONE                                                                          | Fling Posse、中王区 言の葉党                     | Claim Victory（Fling Posse Ver.） | 映画『ヒプノシスマイク -Division Rap Battle-』関連曲                                  |

### 参加作品
| 発売日   | 商品名                       | 歌       | 楽曲           | 備考                     |
| 2021年   | 2021年                       | 2021年   | 2021年         | 2021年                   |
| -------- | ---------------------------- | -------- | -------------- | ------------------------ |
| 10月20日 | 月蝕會議2019・2020年度議事録 | 月蝕會議 | 「Ne音テトラ」 | ゲストボーカルとして参加 |

## 書籍

### 写真集
- 野津山幸宏 1stフォトブック「めっちゃのづやねん。」（2019年4月10日、一迅社）[189]
- 駒田航のKomastagram 2nd PHOTO FRAME（2021年11月15日、主婦の友社、出演ゲスト（被写体））[190]